# San Pedro en penitencia (José de Ribera)
San Pedro en penitencia es una pintura de José de Ribera, conocido como el Españoleto, creada entre 1630 y 1640 durante el barroco español de estilo tenebrista.

## Descripción
La pintura retrata al apóstol san Pedro como un hombre anciano de perfil en un fondo obscuro, con ropas de color más brillante, las manos juntas y apretadas en un gesto de arrepentimiento u oración, mientras que la vista se dirige al cielo en un profundo gesto religioso.

## Estilo
La oscuridad del cuadro lo hace parte del estilo tenebrista desarrollado dentro del barroco, que Ribera heredó de sus influencias de Francisco Ribalta, especialmente de Caravaggio.